# Vriesea crassa
Vriesea crassa là một loài thuộc chi Vriesea. Đây là loài bản địa của Brasil.